# Владимиров, Виктор Алексеевич
Виктор Алексеевич Владимиров (род. 15 июня 1932, Москва) — специалист в области гражданской обороны, заместитель Министра Российской Федерации по делам гражданской обороны, чрезвычайным ситуациям и ликвидации последствий стихийных бедствий (с 24 января 1994 г., № 76-р — 8 февраля 1996 г., № 170-р), статс-секретарь, контр-адмирал (1982), доктор технических наук, заслуженный деятель науки Российской Федерации, автор более 300 научных работ, которые послужили основой для:
 — системы ликвидации последствий аварий летательных аппаратов с ядерными энергетическими установками на борту (1981)
 — системы обеспечения радиационной безопасности в войсках и на флотах (1982);
 — единой системы выявления и оценки масштабов последствий применения оружия массового поражения (1989)
 — Единой государственной системы предупреждения и ликвидации чрезвычайных ситуаций (1992).

## Биография
- 1957 год: окончил Высшее военно-морское училище инженеров оружия,  проходил военную службу на узле связи ГШ ВМФ.
- 1965 год: окончил Военно-морскую академию,   проходил военную службу на Северном флоте в должностях заместителя начальника, начальника службы радиационной безопасности соединения атомных подводных лодок, заместителя начальника химической службы флота.
- 1973—76 годы: начальник химической службы Северного флота.
- 1976—79 годы: начальник отдела химической службы ВМФ СССР.
- 1979—90 годы: начальник управления радиационной безопасности управления начальника химических войск Минобороны СССР. Участник ликвидации последствий взрыва на Чернобыльской АЭС.
- 1990 год: заведующий сектором, начальник отдела Госкомиссии Совмина СССР по чрезвычайным ситуациям, затем начальник отдела Госкомитета РСФСР по чрезвычайным ситуациям,
- 1992 год: заместитель председателя ГКЧС России
- 1994—96 годы: заместитель министра Российской Федерации по делам гражданской обороны, чрезвычайным ситуациям и ликвидации последствий стихийных бедствий.
- 1996—2002 годы: начальник Центра стратегических исследований Гражданской Защиты МЧС России.
- Август 2002 год: — консультант Центра стратегических исследований Гражданской Защиты МЧС России.